# Lycophidion semiannule
Espèce
Synonymes
- Lycophidium semiannulis Peters, 1854

Lycophidion semiannule est une espèce de serpents de la famille des Lamprophiidae. 

## Répartition
Cette espèce se rencontre dans le sud du Mozambique, en Tanzanie, en Zambie, au Zimbabwe et dans le sud-est du Malawi. Sa présence est incertaine en Afrique du Sud.

## Publication originale
- Peters, 1854 : Diagnosen neuer Batrachier, welche zusammen mit der früher (24. Juli und 17. August) gegebenen Übersicht der Schlangen und Eidechsen mitgetheilt werden. Bericht über die zur Bekanntmachung geeigneten Verhandlungen der Königlich preussischen Akademie der Wissenschaften zu Berlin, vol. 1854, p. 614-628 (texte intégral).